# Marco III di Alessandria (copto)
Marco III di Alessandria (in copto Ⲙⲁⲣⲕⲟⲥ, in arabo مرقس‎?; ... – 1189) è stato il 73º Papa della Chiesa ortodossa copta, dal 1166 alla sua morte.
Era figlio di Zura o Zaara,. Prima di essere eletto papa copto, Marco scrisse le parti che coprono gli anni tra il 1131 e 1167 della Storia dei patriarchi di Alessandria.
Fu contemporaneo del patriarca greco-ortodosso di Alessandria che portava il suo stesso nome, Marco III di Alessandria.
Secondo una fonte sarebbe stato chiamato a sostituire il patriarca Giovanni nel 1167. Egli abolì la confessione auricolare e la sostituì con la confessione a Dio, mentre il prete o il diacono spargevano gli incensi. Il monaco Marco figlio di Elkombar si scagliò fortemente contro questa pratica, sostenendo che non si poteva ottenere la remissione dei peccati se non confessandosi a un sacerdote e adempiendo alla penitenza indicata dai canoni. Le sue dichiarazioni attirarono un certo numero di copti che si recavano da lui per confessarsi. Egli biasimava inoltre il papa perché tollerava la circoncisione ricevuta prima del battesimo. Il papa lo scomunicò, senza riuscire a metterlo a tacere. Perseguitato dal patriarca e dai laici suoi fedeli, Marco aderì alla fazione melchita accettando il credo calcedoniano.
Viene rappresentato come uomo dedicato alla gozzoviglia e lo si accusa di aver servito carne in tavola, contrariamente ai costumi monastici richiesti a un patriarca.